# ده مسعود
ده مسعود، روستایی از توابع بخش چترود شهرستان کرمان در استان کرمان ایران است.

## جمعیت
این روستا در دهستان معزیه قرار داشته و براساس آخرین سرشماری مرکز آمار ایران که در سال ۱۳۸۵ صورت گرفته، جمعیت آن ۲۱ نفر (۷خانوار) بوده‌است.